# Buckeye (Arizona)
Buckeye je město v okresu Maricopa County ve státě Arizona ve Spojených státech amerických. Co do rozlohy jde o druhé největší město v Arizoně, přičemž v letech 2017, 2018 a 2021 šlo zároveň o nejrychleji rostoucí město ve Spojených státech amerických co do počtu obyvatel. Ještě v roce 2000 čítala populace města 6 537 obyvatel, v roce 2010 jich ve městě žilo již 50 876. Město se nachází asi 48 kilometrů od centra Phoenixu, největšího města v Arizoně.
K roku 2020 zde žilo 91 502 obyvatel. S celkovou rozlohou 1 018 km² byla hustota zalidnění 90 obyvatel na km². Území, kde se město nachází, bylo nejprve osídleno původními obyvateli, konkrétně Hohokamskou kulturou. Američany bylo město osídleno poprvé v roce 1877, když se v oblasti se skupinou osadníků usadil Thomas Newt Clanton při cestě z Crestonu v Iowě. Městem se oficiálně Buckeye stalo v roce 2014. Nachází se v oblasti s aridním podnebím.